# Anabarhynchus ocypteraeformis
Anabarhynchus ocypteraeformis är en tvåvingeart som beskrevs av Lyneborg 2001. Anabarhynchus ocypteraeformis ingår i släktet Anabarhynchus och familjen stilettflugor. Inga underarter finns listade i Catalogue of Life.